# Feria de Valladolid
La Feria de Valladolid (también Feria de muestras de Valladolid) es un consorcio cuyas actividades son la organización y desarrollo de ferias, congresos y eventos. La temática de los certámenes incluye los más diversos ámbitos de la economía: turismo de interior, movilidad sostenible, arquitectura, caza y pesca, restauración del patrimonio, nuevas tecnologías, alimentación y maquinaria agrícola, entre otros. En 2009 se celebraron 21 certámenes.
La composición actual del consorcio, que se constituyó en 1963, es la siguiente: Junta de Castilla y León, Ayuntamiento de Valladolid, Diputación de Valladolid y Cámara de Comercio e Industria de Valladolid. Los órganos de gobierno de la Institución Ferial son el Pleno del Consorcio y el Comité Ejecutivo.
En 2024 fue la sede de la XXXVIII edición de los Premios Goya.

## Recinto

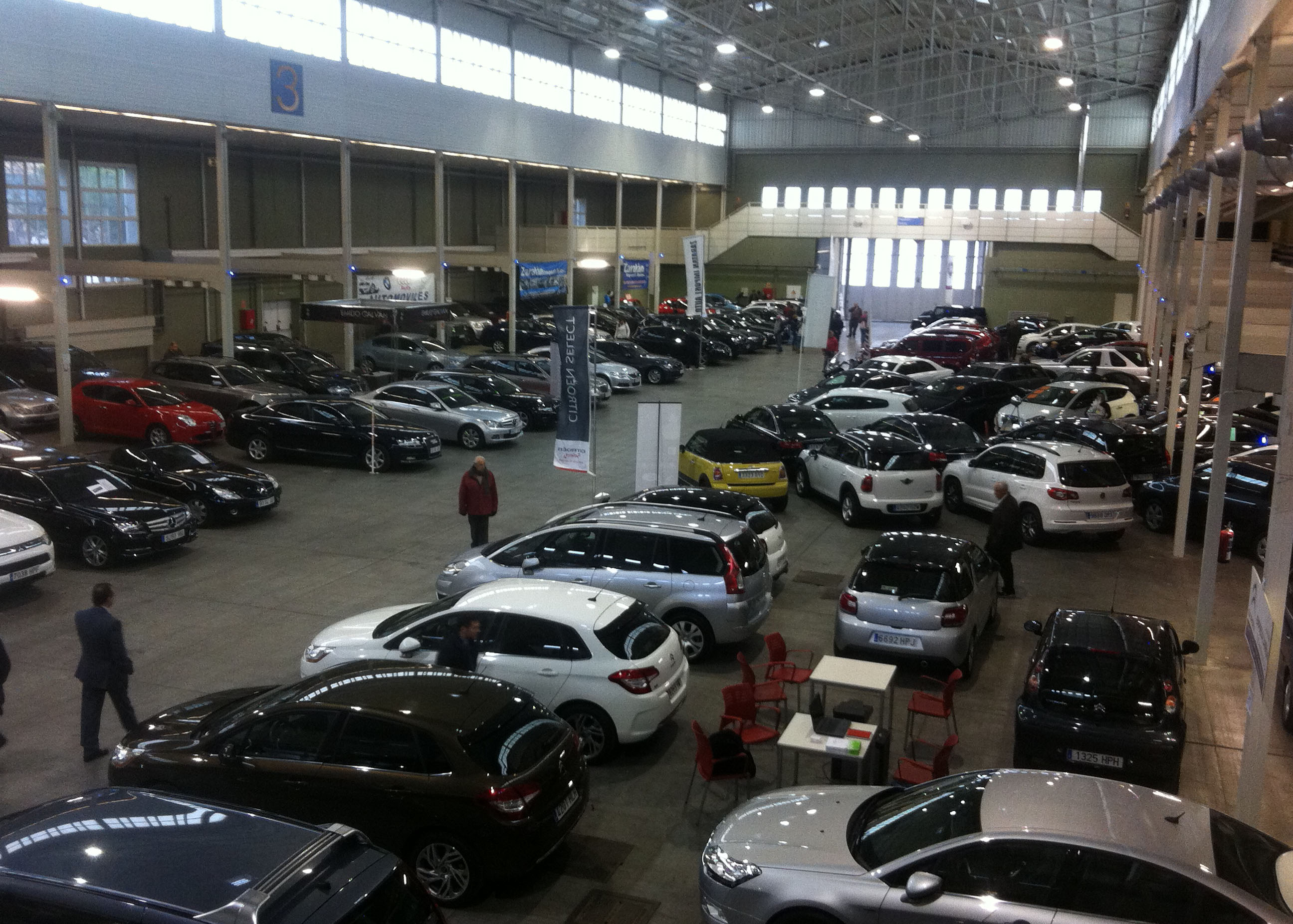
Feria del Vehículo de Ocasión 2013

La Feria de Valladolid cuenta con un recinto ferial urbano integrado por cuatro pabellones cubiertos, un Centro de Congresos y espacios al aire libre. La superficie total suma 100.000 metros cuadrados, de los cuales 60.686 corresponden a zonas expositivas. Las instalaciones congresuales disponen de 13 espacios entre los que se incluyen dos auditorios, con aforos de 612 y 328 plazas, salas polivalentes y pabellones capaces de albergar hasta 10 000 personas.
Durante el año 2020 y debido a la crisis sanitaria por el COVID-19 el pabellón 4 se habilitó como hospital de campaña.

## Ferias

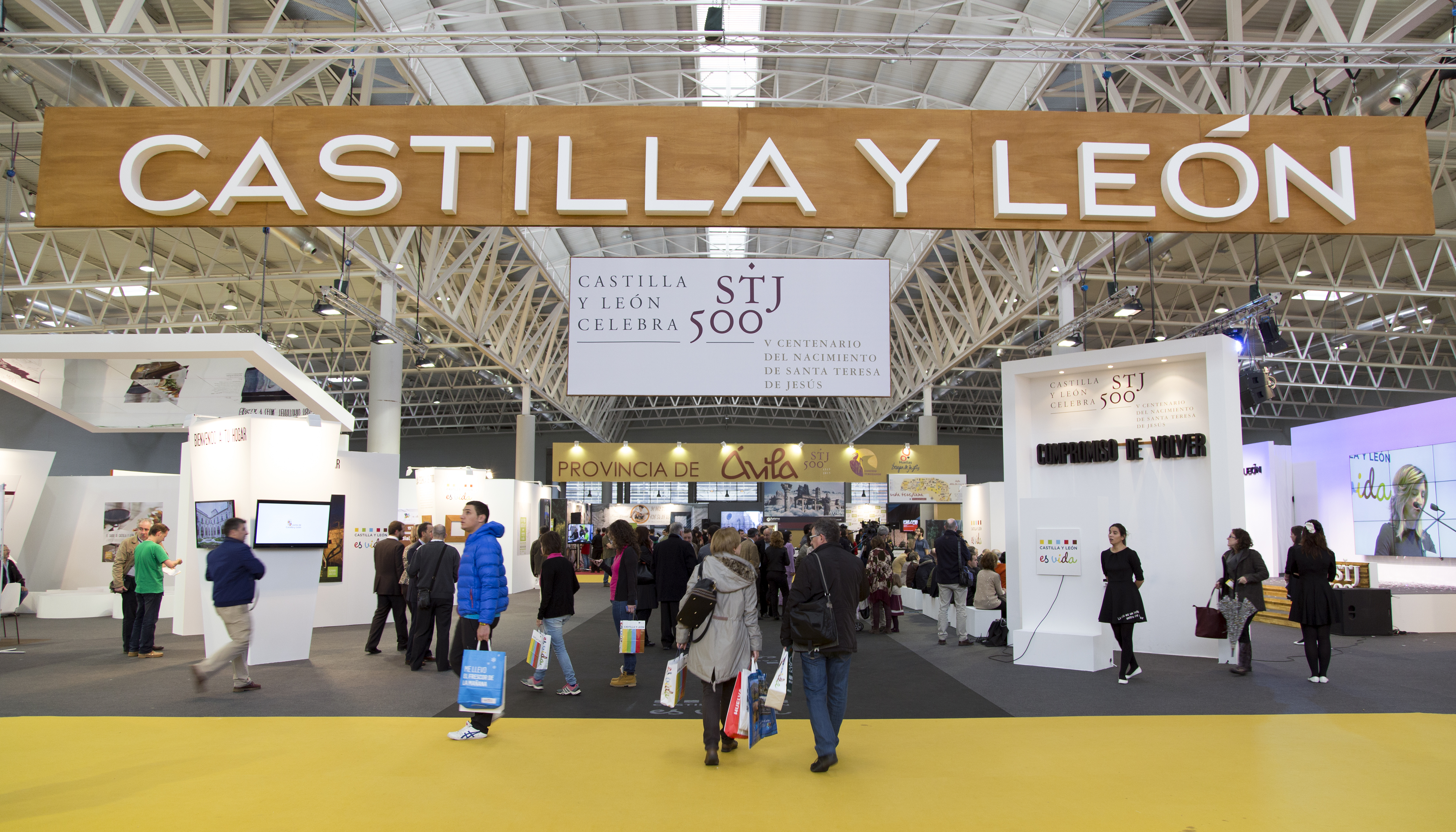
INTUR 2016

El calendario de salones celebrados en la Feria de Valladolid incluye eventos de organización propia, ferias externas y certámenes promovidos en colaboración con otras entidades y empresas.
El Salón del Vehículo y Combustible Alternativos, Intur, Manten-er, Labora, Arpa, Encuentro TIC’s, Admira, Semana Ibérica de Caza y Pesca, Fimascota, Creativa, Stock, De Boda, Feriauto, Fimascota, Sivall, Iberwine, Alimentaria, Feria de Muestras y Agraria son algunas de las convocatorias que se llevan a cabo en el calendario de la Feria de Valladolid.

## Accesos
- La línea de AVE Valladolid - Madrid ha reducido a 55 minutos el tiempo de viaje entre las dos ciudades.

- El aeropuerto se encuentra a diez kilómetros del recinto ferial, en el término de Villanubla. El acceso se realiza a través de la carretera  N-601 .

- Desde cualquiera de las autovías y carreteras que confluyen en la ciudad es posible tomar el anillo interior de circunvalación desde el que se accede al recinto ferial.

- Autobús; Las líneas  3 ,  4 ,  5 ,  6 ,  8 , 24, C1, C2, B2, B3 Y F6 de Auvasa tienen paradas junto al recinto ferial o en sus proximidades.

- Taxis; Parada de taxi en la fachada principal.